# 2008년 레바논 분쟁
2008년 레바논 분쟁(또는 5월 7일 충돌; 아랍어: أحداث 7 أيار)은 2008년 5월 레바논에서 헤즈볼라와 친정부 수니파 사이에 발생한 짧은 내부 군사 분쟁이다. 18개월간의 정치적 위기로 통제 불능 상태에 빠진 후, 정부가 헤즈볼라의 통신 시스템을 해체하기로 결정하자 헤즈볼라는 서부 베이루트의 수니파 다수 지역을 장악했다. 분쟁은 2008년 도하 협정 채택으로 끝났다.
친정부 세력인 미래운동과 진보사회당과 한편, 헤즈볼라, 아말 운동, 시리아 사회민족당, LDP 및 아랍 민주당 간의 충돌은 헤즈볼라의 통신망을 폐쇄하고 공항 활주로 중 하나를 모니터링하는 숨겨진 원격 제어 카메라가 발견되고 헤즈볼라와의 연루 의혹이 제기된 후 베이루트 국제공항 보안 책임자를 해임하려는 정부의 움직임으로 촉발되었다. 충돌은 5월 7일, 임금 인상을 요구하고 높은 물가를 비난하기 위해 전국 노동조합 연맹이 총파업을 선언한 후 정부의 결정으로 파업이 가려지면서 친정부 세력과 헤즈볼라 사이에 저강도 폭력으로 확대되면서 처음 발생했다. 5월 8일 아침, 헤즈볼라 지도자 하산 나스랄라의 텔레비전 연설 후 폭력은 심각하게 확대되었다. 연설에서 나스랄라는 조직의 통신망을 불법으로 선언한 정부의 결정에 대해 조직에 대한 전쟁 선포라고 비난했고, 직후 베이루트에서 친정부 세력과 헤즈볼라 사이에 전투가 벌어졌다. 이틀 만에 헤즈볼라가 이끄는 반군 세력은 서부 베이루트의 수니파 다수 지역을 친정부 미래운동 민병대원으로부터 장악했다. 다음 날, 친정부 세력과 헤즈볼라 간의 전투는 알레이 지구와 트리폴리에서 큰 충돌을 겪으며 다른 지역으로 확산되었다. 5월 15일, 아랍 연맹의 개입으로 적대 행위가 즉시 중단되고 전쟁 당사자들이 중재 과정을 위해 도하로 특사를 파견하기로 약속했다. 2008년 5월 21일 타결된 도하 협정은 전투로 폭발하여 국가를 새로운 레바논 내전으로 몰아넣을 뻔했던 18개월간의 정치적 불화를 종식시켰다.

## 배경
2006년 12월 1일, 푸아드 시니오라 총리 정부에 반대하는 3월 8일 동맹 정치 연합이 주도하는 일련의 시위와 농성이 레바논에서 시작되었다. 2005년 삼나무 혁명 이후 결성된 3월 8일 동맹은 시아파인 헤즈볼라와 아말 운동, 기독교 자유애국운동 및 시리아 사회민족당, LDP 및 아랍 민주당과 같은 소수 정당들로 구성되었다. 정치적 대척점에는 당시 내각 및 의회 의석의 대다수를 차지하고 있던 3월 14일 동맹이 있었다. 3월 14일 동맹은 주로 수니파인 미래운동과 드루즈 진보사회당 및 기독교 레바논 민주당을 포함한 소수 정당들로 구성되었다.
시위의 핵심적인 시작은 현재의 권력 분할과 레바논 정부의 친서방 노선에 대한 헤즈볼라의 불만이었다. 헤즈볼라는 너무 많은 행정 권력이 3월 14일의 주요 정당인 미래운동의 손에 있으며, 이는 미래운동이 미국을 비롯한 서방 국가들과 너무 밀접하게 연계되어 레바논의 주권과 안보를 위협하고 있다고 주장했다. 또한, 이 기간은 전 총리 라피크 하리리 암살에 대한 국제 조사, 이 암살의 범인을 기소할 미래의 레바논 특별 재판소 창설, 그리고 헤즈볼라의 무장 상태 문제로 3월 8일 동맹과 3월 14일 동맹 간의 정치적 갈등으로 특징지어졌다. 헤즈볼라는 레바논 내전을 종식시킨 타이프 협정 비준 이후 유일하게 무기를 보유할 수 있는 조직이었지만, 2004년 9월 유엔 안전 보장 이사회 결의 제1559호는 조직의 무기 보유 권리를 부인했다. 2008년까지 조직의 군사력은 레바논군보다 강하다고 널리 여겨질 정도로 성장했다. 헤즈볼라는 자신들의 이익을 보장하기 위해 3월 8일 동맹이 내각 결정에 대한 거부권을 행사할 수 있도록 최소 3분의 1 이상의 내각 의석을 확보하는 거국정부를 요구했다.
2006년 12월 헤즈볼라와 아말의 시아파 장관들이 레바논 재판소에 관한 결정에 항의하여 내각에서 사퇴한 후, 야당은 내각이 레바논 헌법에 명시된 종교 집단 비례 대표와 관련하여 균형이 맞지 않으므로 불법이라고 주장하며 내각의 즉각적인 사임을 요구했다. 시니오라 총리가 내각 사임을 거부하자 헤즈볼라와 3월 8일 동맹은 2006년 12월 초 지지자들에게 시니오라 내각의 불법성에 항의하여 압력을 높이도록 촉구했다. 대규모 시위에도 불구하고 시니오라와 그의 내각에 남아있는 장관들은 의회의 다수 지지를 받는 한 사임을 거부했다. 시위대가 베이루트 도심의 총리 집무실인 그랜드 세라일 근처에서 농성을 하며 정부에 압력을 가하는 동안, 시니오라와 그의 장관들은 2006년 말 시니오라의 장관 중 한 명인 피에르 제마옐의 암살 이후 보안 문제로 사실상 가택 연금 상태에 있었다. 시니오라가 물러서지 않자 야당은 2007년 1월 총파업을 조직했고, 이는 여러 명의 사망자와 수백 명의 부상자를 낸 종파주의 충돌로 끝났다. 2007년 말 에밀 라후드 대통령의 임기가 끝나면서 정치적 교착 상태는 새로운 국면을 맞았다. 3월 8일 동맹과 3월 14일 동맹이 후임자에 합의하지 못하면서 국가는 대통령 공석 상태에 놓여 정치 위기를 더욱 악화시켰다.

## 2008년 5월 논란
2008년 5월, 내각이 일련의 보안 결정을 발표하면서 친정부 및 야당 간의 긴장이 고조되었다. 긴장은 5월 2일 금요일, 집권 3월 14일 동맹의 주요 정치인인 진보사회당 대표 왈리드 줌블라트의 폭로로 시작되었다. 그는 베이루트 라피크 하리리 국제공항 17번 활주로를 내려다보는 컨테이너 야적장에 원격 제어 카메라가 설치되었다고 발표했는데, 이 활주로는 3월 14일 정치인들이 자주 이용하는 곳이었다. 3월 14일 진영에서는 레바논이 최근 일련의 정치적 암살을 겪었기 때문에 감시가 지도자들에 대한 공격에 사용될 수 있다는 우려가 있었다. 줌블라트는 직접적으로 당을 비난하지는 않았지만, 감시 시스템 설치의 배후에 3월 8일 동맹의 헤즈볼라가 있다고 생각한다고 분명히 밝혔다. 헤즈볼라는 이 주장을 일축하며, 줌블라트의 상상력의 산물이라고 비난하고, 이러한 주장을 하는 사람들은 공포감을 조성하고 단순히 이스라엘에 저항하는 자신들과 다른 단체들에 대한 미국의 캠페인을 반복하고 있을 뿐이라고 말했다. 줌블라트는 감시 시스템 외에도 헤즈볼라가 다히에에 있는 본부를 남부 베이루트의 도시 및 마을과 남부 및 동부 레바논의 시아파 다수 지역과 연결하는 광섬유 통신망을 구축했다고 밝혔다. 정부는 이를 알고 있었지만, 이제는 이 네트워크가 주로 기독교인과 드루즈가 거주하는 레바논산주 지역으로 확장되고 있다고 주장했다.
이러한 주장에 대한 대응으로 레바논 내각은 통신망과 감시 시스템이 국가의 주권과 시민의 안보를 훼손하는 불법 행위라고 발표했다. 따라서 내각은 이 문제를 레바논 사법 제도뿐만 아니라 아랍 연맹과 유엔에도 회부할 것이라고 선언했다. 국가 주권 침해 외에도 정부는 이 네트워크가 자체 네트워크와 경쟁하고 레바논 인프라를 사용한다고 주장하며 공공 기금 침해로 간주했다. 내각은 통신망을 뿌리 뽑을 것이라고 발표했으며, 베이루트 국제공항 보안 책임자이며 헤즈볼라와 아말에 동조적인 것으로 여겨지는 와피크 슈케이르 준장을 감시 시스템을 다루지 못한 이유로 해임할 것을 명령했다. 이러한 움직임은 헤즈볼라를 심각하게 자극하여 3월 8일 동맹과 3월 14일 동맹 간의 긴장을 극에 달하게 했다.

## 무력 충돌

### 5월 7일: 시위 및 소규모 충돌
우연히도, 내각 결정 다음 날인 5월 7일 수요일, 레바논 일반 노동조합은 임금 인상과 높은 소비자 물가를 비난하기 위한 총파업을 계획했다. 야당이 파업을 지지하면서 파업은 폭력적으로 변했고, 레바논 수도 베이루트의 많은 지역이 마비되었다. 최근의 상황과 파업에 자극받아 친정부 및 야당 지지자들이 거리로 나와 여러 곳에서 서로 충돌했다. 헤즈볼라 지지자들이 도로를 막으려고 고집한 후 베이루트의 친정부 지역에서 정부와 야당 지지자들이 욕설을 주고받고 돌을 던지기 시작하면서 충돌이 처음 보고되었다. 목격자들은 보안군이 개입했고 총성이 들렸는데, 이는 군대가 군중을 해산하기 위해 공중으로 발포한 것으로 보였다고 말했다. 오후에는 언어 폭력과 돌 던지기가 더 폭력적인 충돌로 변했고, 도시에서는 간헐적으로 총격이 발생했다. 도시 곳곳에서 무장한 야당 지지자들이 베이루트 국제공항으로 향하는 전략적 도로를 포함한 도로를 막아 도시의 나머지 부분과 단절시켰고, 도시의 항구로 가는 도로도 막았다.

### 5월 8일 - 5월 9일: 베이루트 점령
간헐적인 총격이 오가는 긴 밤을 보낸 후, 헤즈볼라 사무총장 하산 나스랄라는 5월 8일 아침 헤즈볼라 계열 알마나르 방송국에서 전국에 텔레비전 연설을 했다. 그는 그 주 내각의 결정들을 "독재적"이라고 언급하며, 2005년 전 총리 라피크 하리리 암살과 유사하게 레바논 역사에 새로운 국면을 열었다고 말했다. 그는 통신망이 조직의 이익을 창출하기 위한 단순한 상업적 운영이 아니라 군사 장치의 "핵심적이고 근본적인" 부분이라고 밝혔다. 그는 자신의 반대자들이 수년 전부터 통신망의 존재를 알고 있었다고 주장하며, 결정의 시점을 강조함으로써 내각의 행동이 이 지역에서 저항 (대 이스라엘) 세력을 방해하기 위한 것이라고 암시했다. 그는 헤즈볼라가 스스로를 방어할 권리가 있다고 주장하며, 저항 세력을 건드리는 자의 손목을 잘라버릴 것이라고 비유적으로 말했다. 나스랄라에 따르면 "모든 레드라인이 넘어섰다"며, 따라서 이 행동은 "전쟁 선포"에 다름 아니었다.

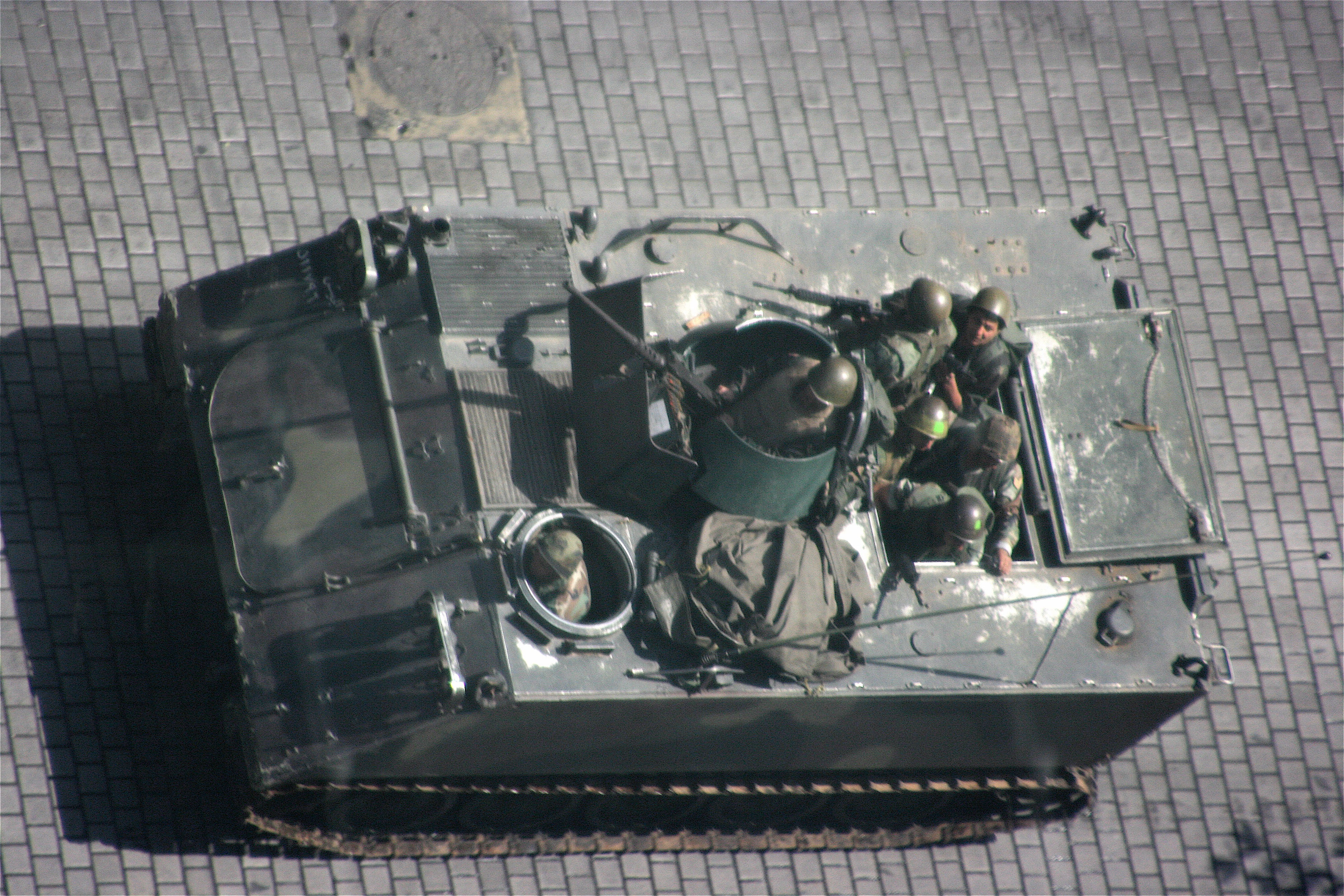
5월 9일, 소요 사태 중 베이루트의 레바논 병력수송장갑차

나스랄라의 연설 후 몇 분 만에 친정부 세력과 헤즈볼라 사이에 격렬한 시가전이 시작되었다. 전투는 시아파와 수니파 지역을 가르는 코르니슈 마즈라아를 따라 발생했으며, 이후 수니파와 시아파 이웃이 겹치는 베이루트 서부, 남부, 동부 지역으로 확산되었다. 레바논의 수니파 종교 지도자(정부의 동맹) 사무실 근처와 코레이템에 있는 하리리 가족의 궁전 단지에서도 전투가 들렸으며, 로켓추진유탄 공격을 받았다. 더 많은 바리케이드가 설치되어 주요 고속도로를 폐쇄했다. 헤즈볼라는 결국 서부 베이루트에서 친정부 민병대의 진지를 점령하고 친정부 사무실 3곳을 불태웠다. 사드 하리리, 미래운동의 지도자는 폭력 사태에 신속하게 대응하며, 이를 피트나의 한 형태로 묘사하고 헤즈볼라의 행동을 국가 통합에 대한 위협으로 비판하며 나스랄라에게 내전으로 치닫는 것을 멈추라고 촉구했다. 도시 전역에서 대규모 공동체 간 폭력이 발생하자 레바논군은 종파주의에 따라 군대 내 분열을 촉발할 것을 우려하여 충돌에 개입하지 않기로 결정했다. 이는 내전 중에도 발생했던 일이다. 정치학자 아람 네르기지안에 따르면, 군대가 내각의 결정을 따르지 않은 다른 요인으로는 헤즈볼라의 통신망 문제에 대한 내각의 접근 방식에 대한 군 지휘관들의 우려가 있다. 둘째, 그들 사이에서 내각이 베이루트 공항 보안 책임자를 해임하기 전에 군대와 충분히 협의하지 않았다는 인식이 있었다. 셋째, 군 사령관 미셸 술레이만의 대통령 야망(실제로 2주 내에 다음 대통령이 됨)과 그로 인해 3월 8일 동맹과 시리아 동맹국들을 적대시하지 않아야 할 필요성도 헤즈볼라에 개입하지 않기로 한 그의 결정에 영향을 미쳤을 수 있다고 네르기지안은 주장한다. 군대가 개입을 자제하기로 한 결정은 내부에서 반발을 일으켰다. 일부는 이를 "국가의 경쟁하는 정치/종파 세력의 국내 군사 행동에 대한 군대의 반대를 알릴" "놓친 기회"로 보았다. 약 120명의 수니파 장교들은 "민병대의 베이루트 침공 시 군대의 행동으로 인한 굴욕감"에 대한 대응으로 사직서를 제출하기도 했다. 그러나 한 명을 제외한 모든 장교들은 나중에 사직을 철회했다.

전날의 전투는 밤새도록 계속되었고, 2008년 5월 9일 새벽이 조금 지난 후에야 잠시 멈췄다. 그러나 짧은 휴전 후 전투는 빠르게 재개되었다. 친정부 민병대는 헤즈볼라가 이끄는 야당 세력에 미치지 못했다. 서부 베이루트 전역에서 친정부 민병대는 영토를 잃었다. 친정부 미래운동과 관련된 언론 매체, 그중 퓨처 텔레비전, 알 무스타크발 신문, 퓨처 뉴스, 라디오 오리엔트 및 미래운동 소유 아르메니아어 라디오 방송국 세반은 야당 전투원들에게 습격당하고 폐쇄되었다. 퓨처 TV와 알 무스타크발은 특히 야당 전투원들의 표적이 되었다. 무스타크발 사무실 옆 공사 중인 빈 건물에서 RPG 미사일이 발사되어 두 개 층에 불이 붙었다. 퓨처 TV 사무실은 헤즈볼라 대원들에게 습격당하여 모든 방송이 중단되었다. 미디어 분석가인 하비브 바타에 따르면, 퓨처 TV를 폐쇄하는 것은 미래운동 지지자들에 대한 심리적 공격일 뿐만 아니라 야당에 선전 메시지에 대한 독점권을 부여하는 것이었다.

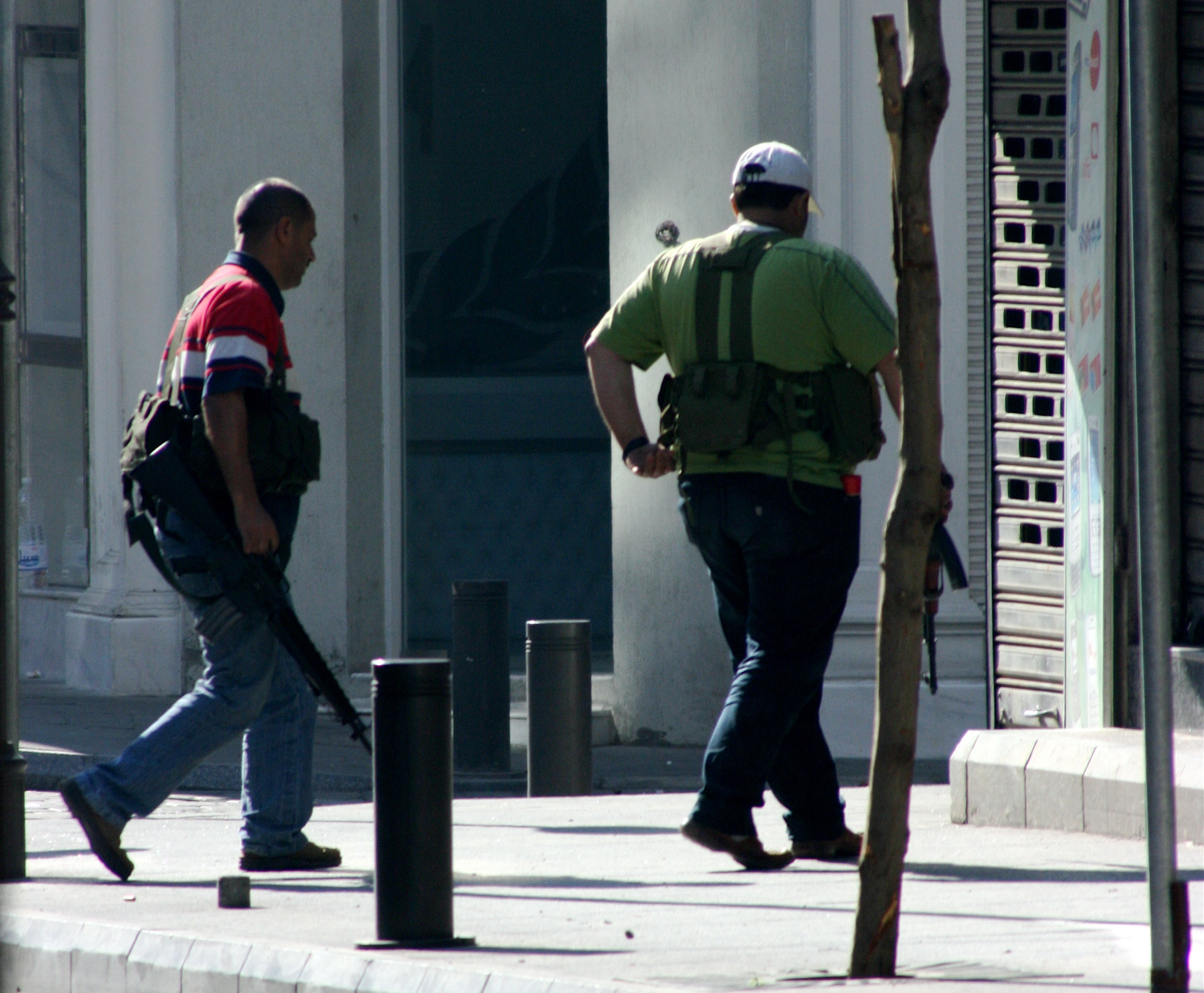
5월 9일 베이루트 크로네 플라자 근처의 무장 전투원

 헤즈볼라의 군사력에 압도당하고 자신의 거처에 포위된 사드 하리리는 그 때 자신의 미래운동에 충성하는 민병대원들에게 철수를 명령했다. 야당은 이제 확고하게 진입하여 친정부 전투원들이 버려둔 진지를 점령하고 수도 서부 지역의 상당 부분을 장악했다. 레바논군도 나서서 친정부 민병대원들이 버려둔 진지를 점령했고, 일부 경우 헤즈볼라에 의해 최근 점령된 진지의 통제권을 넘겨받았다. 일부 지역에서는 야당 전투원들이 서부 베이루트를 통과하면서 저항에 직면하지 않아 평화롭게 점령이 이루어졌다.

### 5월 10일 - 5월 12일: 전투가 알레이와 북부로 확산

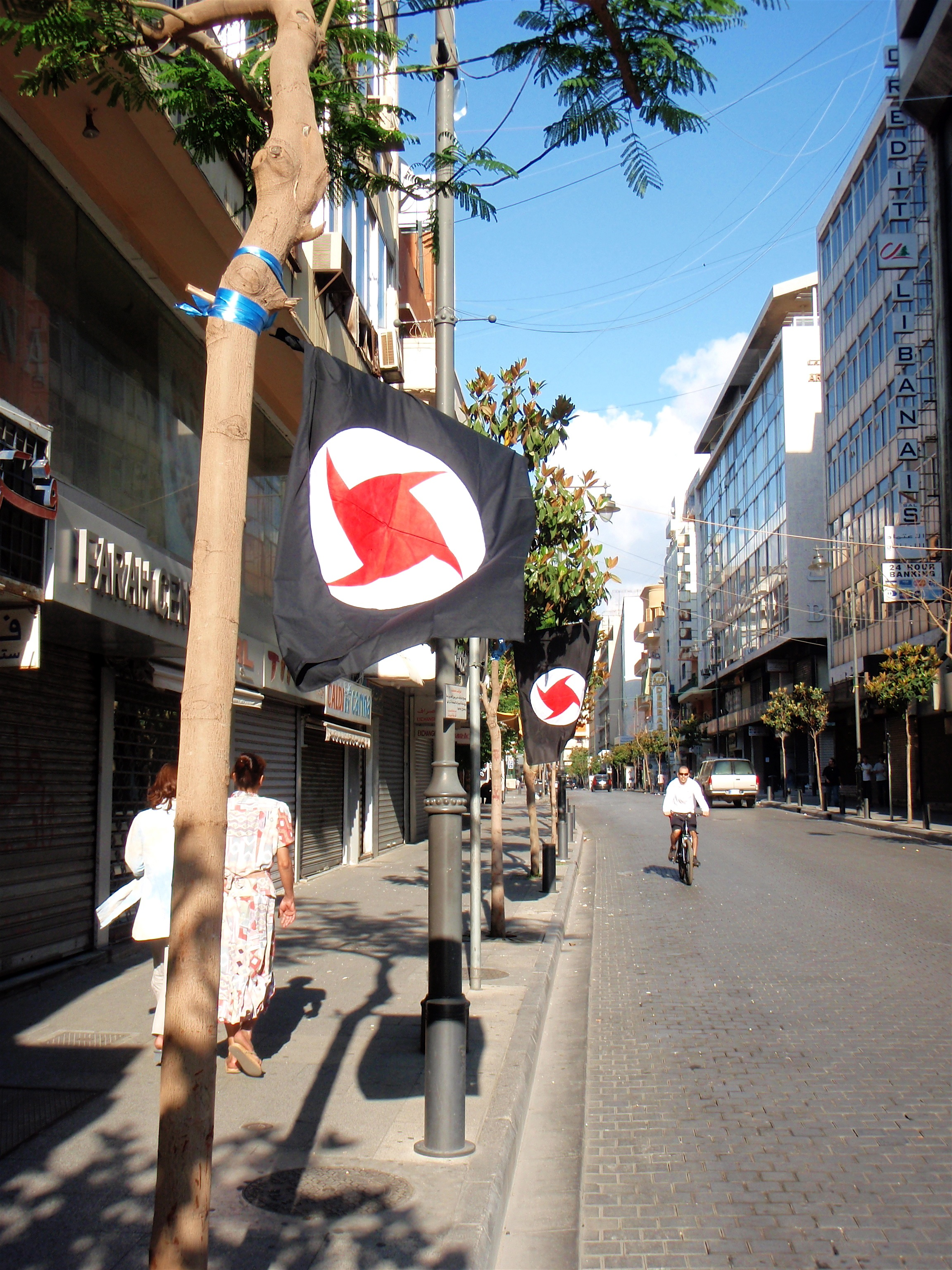
2008년 5월 9일 소요 사태 중 승리의 상징으로 게양된 시리아 사회민족당 깃발.

베이루트에서 전투가 줄어들면서 폭력은 다른 지역, 특히 베이루트 남부의 알레이 지구와 북부 지역으로 확산되기 시작했다. 5월 9일 저녁 시돈에서 간헐적인 충돌이 발생하여 민간인 2명이 사망했으며, 베카 계곡의 바르 엘리아스에서는 여성 1명이 사망했다. 또한, 알레이 마을 근처에서 정부 지지자와 반대자 간의 충돌로 8명이 사망했다. 헤즈볼라 지지자 7명이 사망했다.
2008년 5월 10일, 장례 행렬이 아말 운동 소속의 한 가게 주인에게 공격을 받아 6명이 사망했는데, 이 가게는 이전에 수니파 무장 세력에 의해 불에 탔었다. 사건을 목격한 AP (통신사) 사진작가는 이전 전투에서 사망한 24세의 친정부 지지자를 매장하기 위해 200명이 시내 묘지로 향하던 중 공격이 발생했다고 말했다. 레바논 북부 아카르 지역의 할바 마을에서는 약 100명의 미래운동 친정부 무장 세력이 시리아 사회민족당 사무실을 공격하여 최소 14명이 사망했다. 사망자 중 10명은 시리아 사회민족당 당원이었고, 3명은 정부 충성파였으며, 1명은 오스트레일리아인 레바논계 시민으로 레바논 휴가 중이었으며, 도시에서 대피하기 위한 정보를 시리아 사회민족당 사무실에서 얻으려던 중이었다. 네 아이의 아버지인 오스트레일리아인 파디 셰이크는 손발이 잘렸다고 보도되었다. 시리아 사회민족당은 파디 셰이크가 당원이지만 전투원은 아니었다고 말한다. 그는 단지 잘못된 장소에 잘못된 시간에 있었다는 것이다. 시돈에서의 전투에서 1명이 더 사망했고, 베이루트 동부에서의 전투에서 군인 2명이 사망했다. 트리폴리의 두 지역인 자발 모센과 밥 알 타바네에서는 알라위파 헤즈볼라 지지자들과 정부의 수니파 지지자들 사이에 격렬한 전투가 벌어져 수천 명이 집을 떠나야 했다.
내각의 결정으로 인해 상황이 격화되자 푸아드 시니오라 총리는 5월 10일 내각이 통신망 문제를 군대에 넘길 것이며, 또한 베이루트 국제공항 보안 책임자를 복직시킬 것이라고 발표했다. 이어서 레바논군은 사건에 더 적극적인 태도를 취하고 정부가 취한 조치를 동결했으며 모든 무장 세력에게 거리에서 철수할 것을 요청했다. 이에 헤즈볼라는 레바논군의 요청에 따라 다른 야당 전투원들과 함께 서부 베이루트에서 철수할 것이지만, 그룹의 정치적 요구가 충족될 때까지 시민 불복종 캠페인을 계속할 것이라고 발표했다. 다음 날, 야당이 점령한 지역의 통제권이 레바논군에 넘어갔기 때문에 베이루트는 조용했다. 그러나 야당이 시민 불복종 캠페인을 계속하면서 전략적인 공항 도로를 포함한 수도의 많은 도로가 여전히 봉쇄된 채로 남아 있었다.

#### 바루크산과 알레이 지구 전투
5월 9일, 레바논산에서 친정부 진보사회당 전투원들과 헤즈볼라 사이에 격렬한 전투가 벌어졌다. 충돌은 카이푼 근처의 아이타트에서 시작되어 곧 바이수르, 슈웨이파트, 알레이를 포함한 레바논산의 많은 지역으로 확산되었다. 대부분의 전투는 888고지에 집중되었다. 전투는 알레이 시립 경찰 소속의 드루즈족 4명이 헤즈볼라에게 납치되면서 시작되었다. 납치 소식이 퍼지자마자 알레이 시장은 PSP 전투원들을 모아 888고지로 올라갔다. 그들이 언덕에 도착했을 때 헤즈볼라 무장 세력에게 공격을 받아 PSP와 시 관계자 몇 명이 부상을 입었다. PSP 대원들은 납치범 3명을 살해하며 보복했다. 이 사건은 상당한 무장 충돌로 발전했다. 이 전투에서 처음으로 포병과 박격포가 사용되었다. 같은 날 18:00에 휴전 협정이 체결될 예정이었지만, 양측 전투원들은 계속해서 교전을 벌였다. PSP 대원들이 전투를 포기하고 레바논군에게 진지를 넘겨주기 위한 협상이 진행 중이었지만, 이는 이루어지지 않았다.
알레이에서의 전투는 몇 시간 동안 중단되었지만, 자정 직전에 남동쪽 바루크산에서 양측이 다시 충돌했다. 바루크산은 드루즈족의 중심지인 슈프와 베카 계곡의 주로 시아파가 거주하는 남쪽 끝을 분리한다. 그날 밤 헤즈볼라 전투원들은 베이루트 남부에서 크마티예 지역으로 배치되어 알레이 근처의 언덕을 공격하려 했지만 격퇴당했다. 그 후 헤즈볼라는 다시 공격에 나서 라이벌 진지를 공격했다. 드루즈족 전투원들은 1975~90년 내전 이후 남아 있는 참호 진지에서 헤즈볼라 무장 세력과 싸웠다. 드루즈족은 사냥총, AK-47 및 기타 기관총, RPG, 그리고 심지어 23mm 대공포까지 사용하여 진격하는 헤즈볼라 전투원들을 폭파했다고 알려졌다. 헤즈볼라는 친정부 드루즈족 지역을 포격으로 공격하고 지상군은 로켓과 기관총을 사용하여 드루즈족 진지를 공격했다. 아침이 되자 드루즈족 전투원들은 적대 행위를 중단하기로 합의했고, 레바논의 친정부 드루즈족 지도자 왈리드 줌블라트에게 충성하는 여러 마을이 군대에 넘겨졌다. 납치된 시립 경찰관들은 5월 12일 헤즈볼라에 의해 풀려났는데, 이는 바루크산에서 PSP에 의해 납치된 최소 30명의 헤즈볼라 대원들과 교환된 것이었다.

#### 함라와 트리폴리에서의 충돌
베이루트에서 비교적 조용한 하루를 보낸 후 5월 12일 자정 직후 도시 서부의 상업 지역인 함라에서 다시 총성이 들렸다. 전투는 미래운동 지도자 사드 알 하리리의 집 근처에서 발생했다. 알자지라 잉글리시 카메라 팀 2명은 전투를 촬영하려다 부상을 입었고 레바논군에 의해 대피했다. 한편, 트리폴리에서는 충돌로 1명이 사망하고 최소 6명이 부상당했다. 이제 사건에서 주도적인 역할을 하는 군대는 5월 13일 화요일까지 충돌이 끝나지 않으면 개입하여 전투를 끝내기 위해 필요한 경우 무력을 사용할 것이라고 밝혔다. 다음 날에는 제한적이고 산발적인 전투만 있었다.

## 해결 과정

### 아랍 연맹 개입
레바논의 다른 지역으로 전투가 확산되자, 2005년부터 레바논 정치 위기에서 중재자 역할을 해온 아랍 연맹은 5월 11일 긴급 회의에서 레바논에 개입하기로 결정했다. 아랍 연맹 이사회는 카타르 외교부 장관과 아랍 연맹 사무총장이 이끄는 장관급 위원회를 구성하여 레바논으로 가서 위기를 중재하도록 지시했다. 연맹 이사회는 또한 전투 중단, 거리에서 민병대 철수, 레바논군이 평온을 회복하도록 지원, 레바논 정치 지도자들 간의 대화를 촉구했다. 5월 15일, 레바논의 주요 정치 지도자들과의 회담을 마친 후 장관급 위원회는 모든 적대 행위의 중단을 알리고 주요 레바논 정치 지도자들이 다음 날 추가 중재를 위해 도하에서 국가 대화에 참여할 것을 약속하는 초기 합의를 발표했다.

### 도하 협정
도하에서 반주간의 협의를 거쳐, 레바논 정치 지도자들은 5월 21일 16개월간 국가를 괴롭혔던 정치 위기를 즉시 종식시키는 협정에 서명했다. "승자도 패자도 없다"는 원칙에 따라, 즉 어떤 정당이나 종파도 다른 정당이나 종파를 제거할 수 없다는 원칙에 따라, 도하 협정은 정부와 야당의 요구 사이의 타협안으로 여겨졌다. 이 협정은 (1) 미셸 술레이만 군 사령관의 즉각적인 대통령 선출; (2) 야당에게 저지권을 부여하는 거국정부 구성; (3) 1960년 선거법에 기반한 선거구 재조정을 목표로 하는 선거법 개정; (4) 서명자들이 정치적 이득을 위해 폭력을 사용하지 않겠다는 약속; (5) 레바논의 내부 주권 증진을 위한 국가 대화 개시; (6) 서명자들이 반역적 수사나 정치적 및 종파주의적 선동을 삼가겠다는 약속을 명시했다. 이 협정은 레바논 야당에게는 새로운 정부에서 거부권을 행사할 권한과 다가오는 2009년 총선에서 야당에게 유리할 수 있는 새로운 선거법을 확보했기 때문에 승리로 여겨졌다. 또한, 헤즈볼라의 무기 문제는 미래의 국가 대화에서 다루기로 연기되었다. 그럼에도 불구하고 야당은 푸아드 시니오라의 총리 재임명, 장관 포트폴리오 배분, 특정 선거구에서의 의회 의석 배분과 관련하여 양보해야 했다. 헤즈볼라가 레바논 거리에서 전술적 승리를 거두고 협정에서 요구를 확보했음에도 불구하고, 분석가들은 이 사건들이 인기 있는 저항 운동으로서의 정당성을 크게 약화시켰고, 헤즈볼라가 "자신의 지역적 이익을 잔인하게 방어하는 시아파 민병대"로 그 어느 때보다 더 많이 인식되었다고 지적했다. 또한, 다른 레바논 행위자들에 대해 무기를 사용했음에도 불구하고, 이전에 그렇게 하지 않겠다고 약속했음에도 불구하고, 다른 정당들의 불신과 두려움을 증가시켰고, 무장 상태에 대한 국내 반대를 강화시켰다.

## 전투에 대한 반응

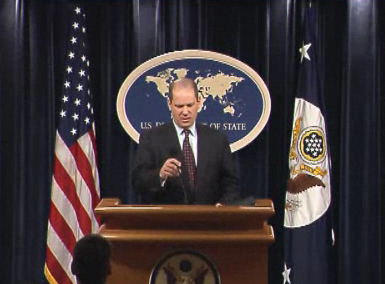
2008년 5월 9일 레바논의 불안 상황을 논의하는 미국 국무부 차관보 숀 매코맥

### 국내 반응
많은 3월 14일 지도자들은 이번 사태를 쿠데타로 규정하고, 헤즈볼라와 이란 정부와의 복잡한 관계를 지적하며, 후자가 이번 사태에 역할을 했다고 주장했다. 사드 하리리의 선임 고문인 하니 함무드는 이번 사태를 "일방적인 내전"이라고 언급하며, 그 결과 "이란이 국가를 장악했다"고 말했다. 기독교 지도자 사미르 제아제아와 아민 제마옐도 헤즈볼라가 쿠데타를 일으켰다고 비난했으며, 전자는 아랍 세계의 온건 세력에 개입을 촉구하고 국제 사회에 수수방관하지 말 것을 요청했다. 유출된 미국 외교 전문에 따르면 5월 11일 제마옐은 나일라 무아와드 사회부 장관 및 마르완 하마데 통신부 장관과 함께 미국에 3월 14일 동맹에 더 많은 지원을 제공할 것을 촉구했다. 헤즈볼라의 승리가 임박했다고 믿었던 그들은 베이루트 공항, 항구 및 진입로에 유엔 안전 보장 이사회 결의 제1701호를 확장하는 것, 미국이 시리아에 대한 공중 금지 조치를 부과하는 것, 그리고 자신들의 민병대에 대한 즉각적인 미국 군사 원조를 포함한 여러 아이디어를 제안했다. PSP 지도자 왈리드 줌블라트는 그 주 정부의 결정에 대한 지지를 여전히 유지한다고 밝혔지만, 헤즈볼라의 반응을 과소평가했음을 인정했다. 헤즈볼라의 다음 움직임에 대해 그는 기자들에게 "이란 대통령 아마디네자드에게 물어보라"며 "이 상황은 레바논 국경을 넘어선다"고 말했다. 또한 그는 이번 사태를 역내 지정학적 상황과 연결시키며 "이란인들은 미국이 중동에서 약화된 순간을 선택했다. 레바논의 세력 균형은 완전히 바뀌었고, 이제 헤즈볼라, 시리아, 이란이 어떤 새로운 규칙을 정할지 지켜볼 차례다"라고 말했다.
미셸 아운, 자유애국운동의 지도자이자 헤즈볼라의 동맹으로, 그의 지지자들은 전투에 참여하지 않았으며, 거리의 정상화를 요구하며 보다 중립적인 어조로 말했다.

### 국제 반응
백악관은 헤즈볼라의 행동을 비난하며 대변인은 헤즈볼라를 "불안정 세력"으로 규탄했으며, 이 단체가 "레바논 국민에게 무기를 돌리고 거리 통제를 위해 레바논 보안군에 도전했다"고 말했다. 또한, 미 국무장관 콘돌리자 라이스는 레바논 정부에 대한 미국의 지속적인 지지를 표명했다.
사우디아라비아 외교부 장관 사우드 알파이살 왕자는 이란이 "레바논에서 일어난 쿠데타를 지원하고 있다"고 비난하며 "모든 지역 당사자들이 레바논의 독립과 주권을 존중하고 내정에 간섭하며 종파적 긴장을 조장하는 것을 중단할 것"을 촉구했다. 그는 또한 헤즈볼라가 "사람들의 섬멸을 목표로 하는 폭력적이고 공격적인 조치"를 취하고 있다고 비난했다. 그러나 유출된 외교 전문에 따르면 사우드 알파이살 왕자는 주사우디 미국 대사에게 "레바논 정부에 대한 헤즈볼라의 군사적 도전"에 대한 대응으로 미국과 NATO의 지원을 받는 "아랍 군대" 창설을 제안했다. 또한 그는 헤즈볼라의 승리가 시니오라 내각의 몰락과 "레바논에 대한 이란의 장악"으로 이어질 것을 우려했다.
이란 외교부 대변인 모하마드 알리 호세이니는 레바논 국민들의 단합을 촉구하며, 상황은 "대화와 합의 구축을 통해 관리될 수 있다"고 덧붙였다. 호세이니는 레바논에서 진행 중인 적대 행위에 대해 미국과 이스라엘을 비난했다.

## 사상자
5월 전투로 인한 정확한 총 사상자 수는 불확실하지만, 약 70명에서 110명 사이의 사망자가 발생한 것으로 추정된다. 2008년 6월에 발표된 유엔 보고서는 민간인을 포함하여 69명의 사망자와 180명 이상의 부상자를 보고했다. 2009년 휴먼 라이츠 워치 보고서는 최소 71명의 사망자를 기록하고 있다. 2008년 9월, 사건에 대한 일련의 인터뷰를 담은 기사에서 베아트리스 마르티네스와 프란체스코 볼피첼라는 5월 15일까지 공식 사망자 수는 80명, 부상자는 200명 이상이라고 언급했다.

## 같이 보기
- 2006년-2008년 레바논 정치 시위
- 레바논 폭탄 테러 및 암살 (2004년-현재)#2008년

## 더 읽어보기
- Martínez, Beatriz; Francesco Volpicella (September 2008). “Walking the tight wire - Conversations on the May 2008 Lebanese crisis”. Transnational Institute. 2009년 1월 19일에 확인함.